# Cardiospermum

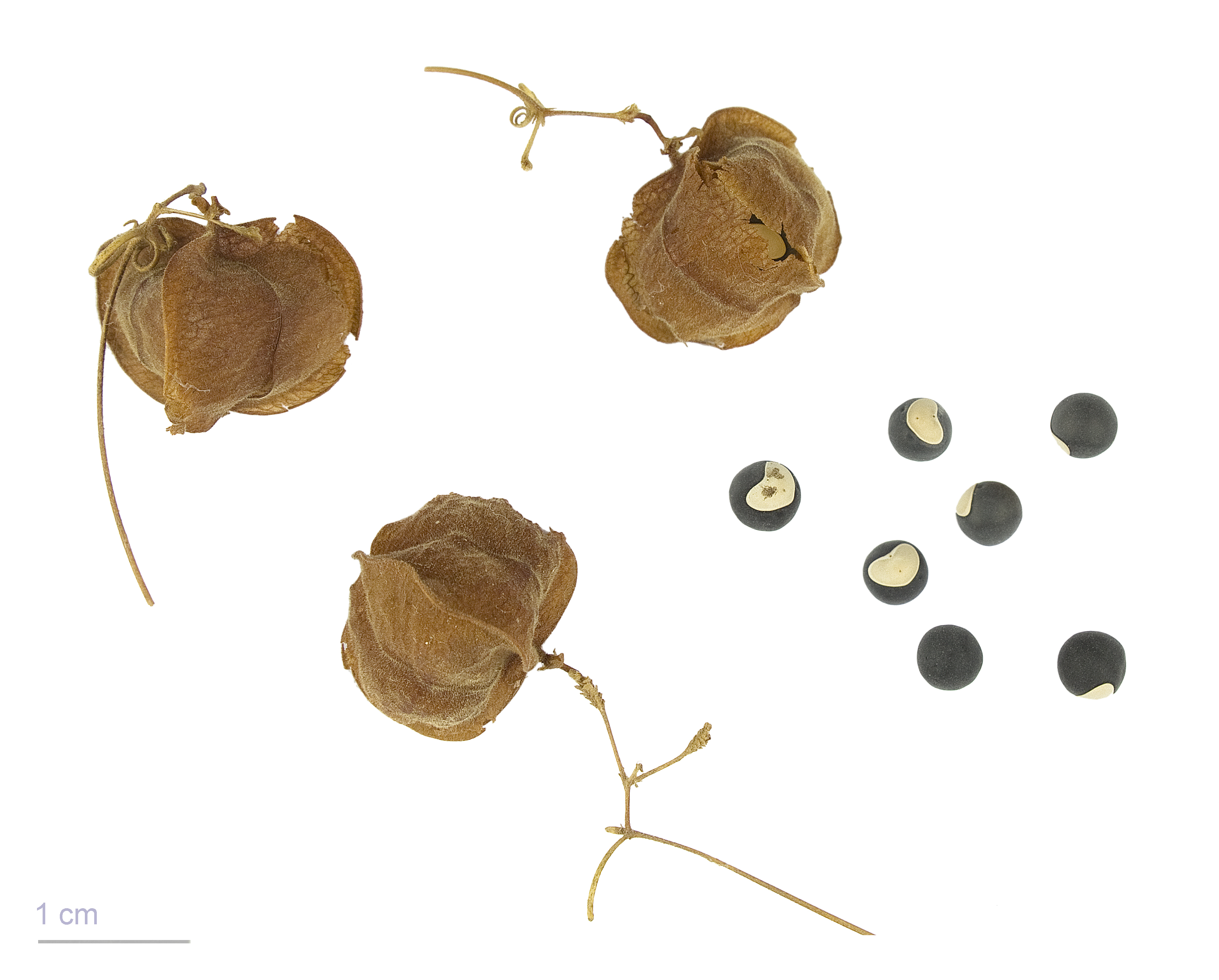
Cardiospermum halicacabum

Cardiospermum es un género de plantas con flores  de arbustos o pequeños árboles perteneciente a la familia Sapindaceae. Comprende 65 especies descritas y de estas, solo 17 aceptadas. Se encuentra distribuidas en las áreas cálidas de América y algunas se extienden a los trópicos del Viejo Mundo.

## Descripción
Trepadoras perennes o anuales; tallos delgados, herbáceos a leñosos, con estela simple; plantas polígamas. Hojas biternadas; folíolos con margen profundamente crenado o serrado, híspidos a glabros, frecuentemente con puntos o rayas pelúcidos. Inflorescencia de tirsos axilares, pedúnculos con 2 zarcillos, flores zigomorfas pequeñas, blancas; sépalos 4 (en Nicaragua) o 5, el par exterior más pequeño; pétalos 4, los 2 más grandes con una escama grande, los 2 más pequeños con una pequeña escama crestada; glándulas del disco 4, las 2 inferiores obsoletas, las 2 superiores ovadas o corniformes; estambres 8, excéntricos, filamentos desiguales, libres o connados en la base; ovario sésil o estipitado, lóculos 3, estigmas 3, óvulos solitarios. Fruto una cápsula hinchada, con 3 carpelos, membranácea o subcartácea; semillas globosas, con testa crustácea y arilo blanco reducido, cordiforme o reniforme, embrión con cotiledones biplicados.

## Taxonomía
El género fue descrito por  Carlos Linneo  y publicado en Species Plantarum1: 366–367. 1753.
Etimología

## Especies seleccionadas
- Cardiospermum corindum
- Cardiospermum dissectum
- Cardiospermum grandiflorum
- Cardiospermum halicacabum
- Cardiospermum microcarpus